# Schandorf
Schandorf è un comune austriaco di 280 abitanti nel distretto di Oberwart, in Burgenland. Abitato anche da croati del Burgenland, è un comune bilingue; il suo nome in croato è Čemba. Tra il 1971 e il 1995 è stato aggregato al comune di Schachendorf.